# Zresi
Zresi (georgiska: ზრესი), även Zreski (ზრესკი) eller Paskia (ფასკია), är en sjö i Georgien. Den ligger i regionen Samtsche-Dzjavachetien, i den södra delen av landet. Zresi ligger 1 721 meter över havet. Den sträcker sig 1,9 kilometer i nord-sydlig riktning, och 1,7 kilometer i öst-västlig riktning.